# 월드 센트럴 키친
월드 센트럴 키친 (World Central Kitchen) (WCK)는  식량 구호 비영리 비정부기구이다. 2010년 유명 셰프 호세 안드레스가 아이티의 대지진 이후 설립했다.

## 재해구호

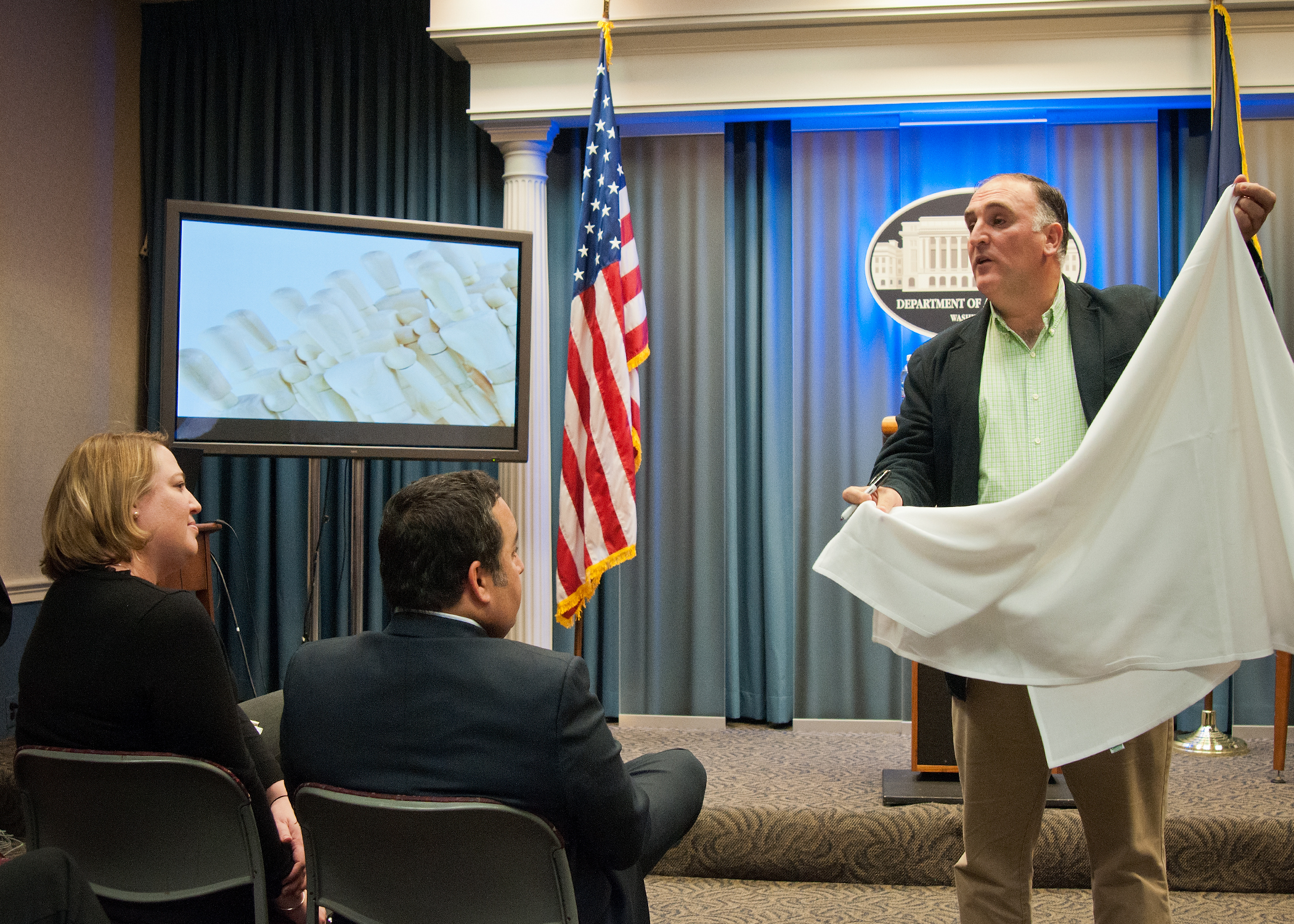
호세 안드레스 주방장과 백악관 연락 담당 직원들

설립 이후 도미니카 공화국, 니카라과, 잠비아, 페루, 쿠바, 우간다, 바하마, 캄보디아, 우크라이나, 그리고 미국에서 식량을 지원했다.

### 푸에르토 리코 휴리칸 마리아 응답
2017년 허리케인 마리아가 발생한 후, 호세 안드레스는 푸에르토리코에서 재난 구호 활동의 지도자로 부상했다. 원조를 제공하려는 그의 노력은 FEMA와 정부 관료들로부터 장애물에 부딪혔고, 대신, "우리는 단지 요리를 시작했습니다."라고 밝혔다. 그는 의사소통, 음식 공급, 그리고 다른 자원들을 설립하기 위해 요리사와 자원봉사자들의 풀뿌리 운동을 조직했고 식사를 제공하기 시작했다. 안드레스와 그의 조직인 월드 센트럴 키친(WCK)은 허리케인 이후 첫 달 동안 2백만 끼 이상의 식사를 제공했다. WCK는 두 번의 단기 FEMA 계약을 받고 구세군이나 적십자사보다 더 많은 식사를 제공했지만 장기 지원 신청이 거부되었다. WCK는 섬에 복원력 센터를 개발했으며 안전한 식수를 제공하기 위해 산후안의 온실에 하이드로 패널 어레이를 설치했다.
푸에르토리코에서의 그의 노력으로 안드레스는 제임스 비어드 재단에 의하여 2018년 올해의 인도주의자로 선정되었다. 그는 We Fedan Island라고 불리는 경험에 관한 책을 썼다. 푸에르토리코를 재건하는 실화, 한 번에 한 끼씩 말이다.

### 2017–2019 이벤트

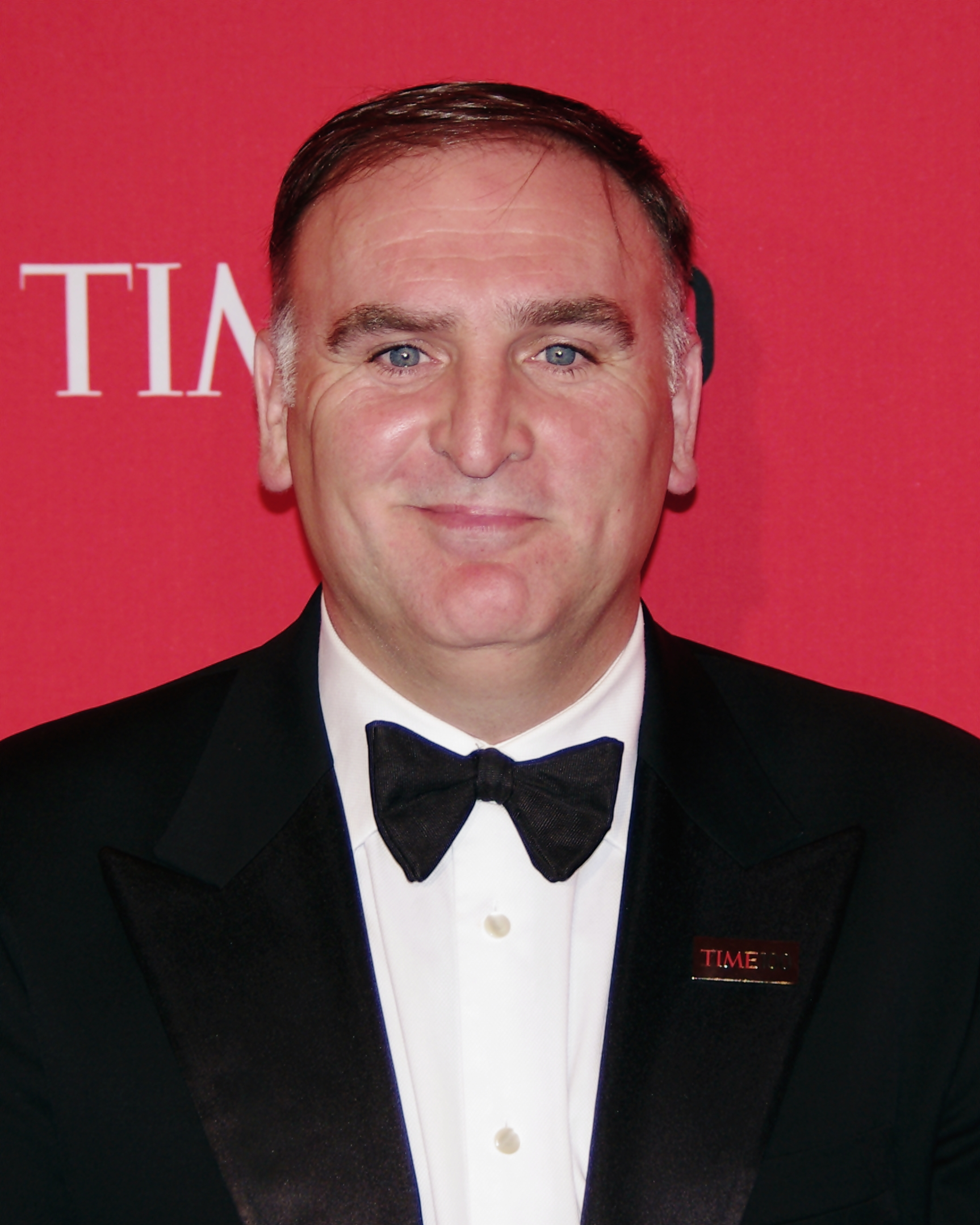
2012년 타임 100 갈라쇼 호세 안드레스 선수단

2017년 8월, WCK는 미국 적십자사와 협력하여 허리케인 하비가 휩쓸고 간 텍사스주 휴스턴에서 활동하였다. WCK는 2017년 12월 토머스 화재 당시 캘리포니아 남부 벤추라 카운티에서 소방관들과 응급구조대원들을 돕고 화재 피해 가족들에게 음식을 제공하기 위해 활동했다.
2018년 6월 화산 폭발로 피해를 입은 하와이 지역사회를 위한 부엌이 설치되었다. I2018년 9월, WCK는 허리케인 플로렌스의 여파로 사우스캐롤라이나에서 활동했다. 2018년 11월, WCK와 안드레스는 캘리포니아주 버트 카운티의 15,000명의 캠프파이어 생존자들에게 추수감사절 만찬을 제공하기 위해 가이 피에리, 타일러 플로렌스, 그리고 지역 시에라 네바다 브루잉 컴퍼니와 팀을 이루었다.
2019년 1월 WCK와 안드레스는 정부 폐쇄 기간 동안 해고된 연방 노동자들을 먹여 살리기 위해 워싱턴 DC 펜실베이니아 애비뉴에 식량을 제공했다.2019년 9월, WCK와 안드레스는 허리케인 도리안이 발생한 후 사람들을 먹여 살리기 위해 바하마에 부엌을 열었다. 10월에 캘리포니아 소노마 카운티에서 킨케이드 화재 기간 동안 가이 피에리와 같은 지역 요리사와 함께 일했다.

### 2020–현재
2020년 3월 초, 그랜드 프린세스 유람선은 코로나19 범유행으로 인해 샌프란시스코 인근에서 격리되었다. WCK는 본 식욕관리회사와 협력하여 물류가 파악되는 동안 약 1주일 동안 발이 묶인 수천 명의 승객을 먹였다.이 위기 동안 5만 개 이상의 식사가 제공되었다.
2020년 3월 중순, 안드레스는 코로나19 위기의 영향을 받은 고객들을 지원하기 위해 뉴욕과 워싱턴 DC의 식당 8곳을 수프 주방으로 개조했다.
2020년 3월 말 샌프란시스코 베이 지역에서 WCK는 지역 식당에서 지역 병원 직원에게 식사를 배달하는 오픈 소스 노력을 제공하기 위해 프론트라인 식품과 협력했다.이후 일선식품 운영의 책임과 관리를 맡게 되었다.
2020년 4월, 안드레스는 워싱턴 내셔널스와 월드 센트럴 키친과 제휴하여 팀의 경기장을 무료 식사를 위한 주방 및 배급 시설로 사용하였다..
2022년 2월 말, 안드레스와 월드 센트럴 키친은 러시아의 우크라이나 침공 당시 우크라이나 국경 지역과 하르키우 지역을 포함한 여러 곳에서 식사를 배급하기 위해 대응했다.2022년 3월 2일, WCK는 우크라이나-폴란드 국경에 8개의 부엌을 열었다.

## 인식
- WCK와의 협력으로 2018년 제임스 비어드 재단 올해의 인도주의자 상을 수상하였다.[31]
- WCK에서 자신의 업적을 인정받아, 2018년 타임지가 선정한 세계에서 가장 영향력 있는 100인 중 한 명으로 선정되었다.[32]
- WCK에서의 그의 업적으로, 호세 안드레스는 2021년 콘코드 부문에서 아스투리아스 공녀 상을 수상하였다..[33]

## 같이 보기
- 월드 센트럴 키친 지원 호송대 공격